# Kanachuru Estate, Mudigere
Kanachuru Estate là một làng thuộc tehsil Mudigere, huyện Chikmagalur, bang Karnataka, Ấn Độ.